# كأس ملك إسبانيا 1960–61
كأس ملك إسبانيا 1960–61 (بالإسبانية: Copa del Generalísimo de fútbol 1960-61)‏ هو الموسم 57 من كأس ملك إسبانيا. أشرف على تنظيمه الاتحاد الملكي الإسباني لكرة القدم، وكان عدد الأندية المشاركة فيه 48، وفاز فيه أتلتيكو مدريد.

## نتائج الموسم
ميسي عمك عمك